# بيكاس (فلم)
بيكاس (باللغة الكردية: بێکەس) هو فيلم كردي من تأليف وإخراج كرزان قادر وعرض هذا الفيلم أول مرة في عام 2012 تدور أحداث الفيلم حول اثنين من الصبية يعملون في تميع الأحذية واصبح لهم طموح الانطلاق لأمريكا على حمارهم والذي يدعى مايكل جاكسون.

## قصة الفيلم
يروي الفيلم قصة طفلين يتيمين «دانا» و«زانا» قتل أهلهما على يد النظام البائد وهما يعيشان بمفردهما في إقليم كردستان زمن حكمه في التسعينيات، ويسعيان لتغيير ظروف حياتهما ويحلمان بأن يأتي سوبرمان أمريكي لإنقاذهما. لكن رحلة البحث عن المنقذ الأمريكي من الفقر والعنف والعوز ومن قبضة الدكتاتور صدام حسين تتخللها شتى أنواع المغامرات، ويتحول الحلم بالخلاص عن طريق البطل الأمريكي الخارق إلى حلم يسعون إلى تحقيقه وكأن الأمر بالنسبة اليهم مسألة حياة أو موت.

## الجوائز التي نالها الفيلم
فاز فيلم بيكاس بجائزة اختيار الناس، ورشح ل جائزة المهر العربي في مهرجان دبي السينمائي لعام 2012.

## روابط خارجية
- مقالات تستعمل روابط فنية بلا صلة مع ويكي بيانات